# Théâtre antique d'Arles
Le théâtre antique d'Arles a été construit à la fin du Ier siècle av. J.-C., sous le règne de l'empereur Auguste, juste après la fondation de la colonie romaine. Commencé vers 40/30 av. J.-C., il fut achevé vers l’an 12 av. J.-C. devenant ainsi l'un des premiers théâtres en pierre du monde romain. Le théâtre s'inscrit sur le decumanus du quadrillage romain. Le théâtre antique d'Arles fait l’objet d’un classement au titre des monuments historiques par la liste de 1840.

## Description

### Le monument

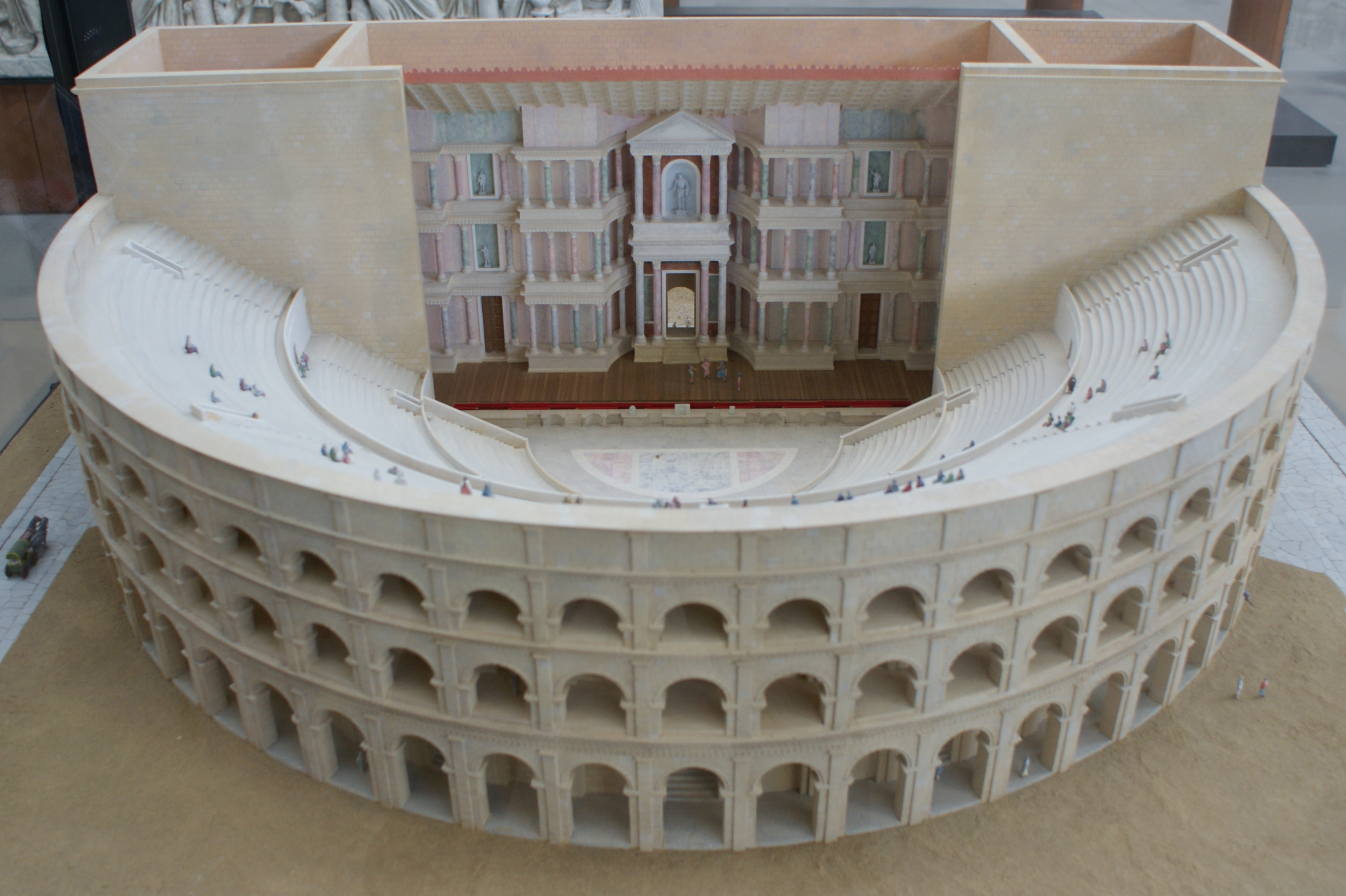
Maquette du théâtre antique d'Arles à l'époque augustéenne (Musée de l'Arles antique).

Le théâtre initial comprenait trois parties : la cavea, espace semi-circulaire recevant les spectateurs, la scène où jouaient les acteurs, et le mur servant à la fois de décor et de fermeture au monument.
La cavea, d'un diamètre de 102 mètres, pouvait accueillir 10 000 spectateurs assis sur 33 rangées de gradins. À Arles, le théâtre contenait donc deux fois moins de spectateurs que les arènes et le cirque. Les spectateurs y étaient répartis selon leur appartenance sociale : le peuple en haut, les chevaliers et les notables sur les gradins inférieurs et l’orchestre. Les arcades extérieures sont encore en partie conservées. Elles présentent une superposition de trois ordres doriques tardo-antiques, qui ne suivent pas les modèles vitruviens classiques. Leur ornementation fut copiée au XVIe siècle dans certaines monuments, comme le jubé de la cathédrale de Bordeaux ou au château d'Uzès.
La scène proprement dite était constituée d’une plate-forme de bois de 50 mètres de long sur 6 mètres de large et abritait la machinerie du théâtre dans ses substructions.
Le mur du fond était décoré sur trois niveaux d'une centaine de colonnes d'ordre corinthien dont seules deux ont résisté au temps. Le mur supportait probablement un auvent pour protéger la scène des intempéries. Des niches, dans le mur, abritaient une statuaire d’inspiration grecque, à l’instar de la Vénus d'Arles, objet d'une restauration controversée, qui fait aujourd'hui partie des collections du Louvre.

### Les usages
Le théâtre, à la différence de l’amphithéâtre ou du cirque, offrait des spectacles où se produisaient des comédiens ; il s’agissait de tragédies, comédies, mimes et pantomimes romaines ou grecques à destination d’un public probablement plus raffiné. Ces pièces de théâtre, jouées essentiellement lors de fêtes données en l'honneur des dieux, étaient gratuites afin que tous puissent y assister.
Cependant, parfois on y offrait des spectacles uniquement destinés aux hommes. De plus, les femmes et les enfants étaient obligés d'être accompagnés par un homme adulte.
Pour Jean-Louis Vaudoyer, « le seul théâtre grec, en France, est celui d'Arles, ville grecque ». Il s'agissait évidemment du théâtre grec antique et de pièces comme les tragédies d’Euripide ou de Sénèque.

## Histoire

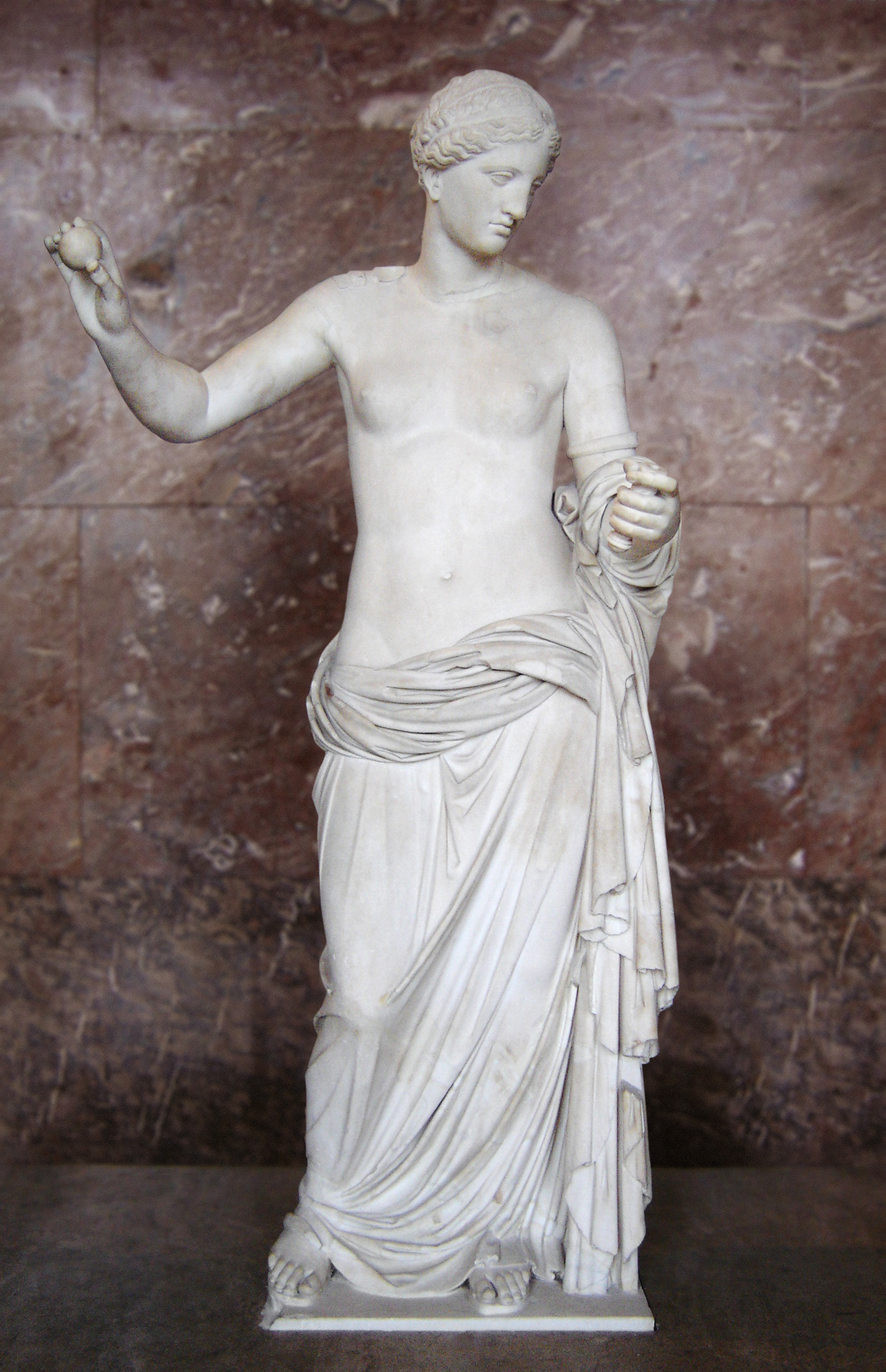
La Vénus d'Arles, découverte lors des fouilles du théâtre antique. Il s'agit vraisemblablement d'une copie romaine rattachée à l'œuvre de Praxitèle qui se trouve désormais au Louvre.

Le théâtre d'Arles fut édifié au sommet de la colline de l'Hauture sur le decumanus, à la fin du Ier siècle av. J.-C. Sa construction terminée probablement dès 12 av. J.-C. et la richesse de sa décoration témoignaient de l'importance accordée à la colonie arlésienne par l’empereur Auguste. Ce lieu contrairement à la Grèce, n’était pas dévolu à Dionysos, mais à Apollon, divinité mise à l'honneur par cet empereur.
On [Qui ?] rapporte que l'empereur Constance II y offrit une représentation grandiose le 10 octobre 353 et ce lieu de spectacles resta en fonction jusqu’au début du Ve siècle. À cette date, l’Église farouchement opposée aux comédiens et aux spectacles païens, utilisa le théâtre comme carrière pour la construction de la basilique paléochrétienne Saint-Étienne, entreprise sous l’épiscopat d’Hilaire.
Plus tard, probablement entre la fin du VIe et le début du  VIIIe siècle, un de ses murs fut renforcé, intégré à l'enceinte de la ville et doté d'une tour de défense appelée la  « Tour de Rotland ».

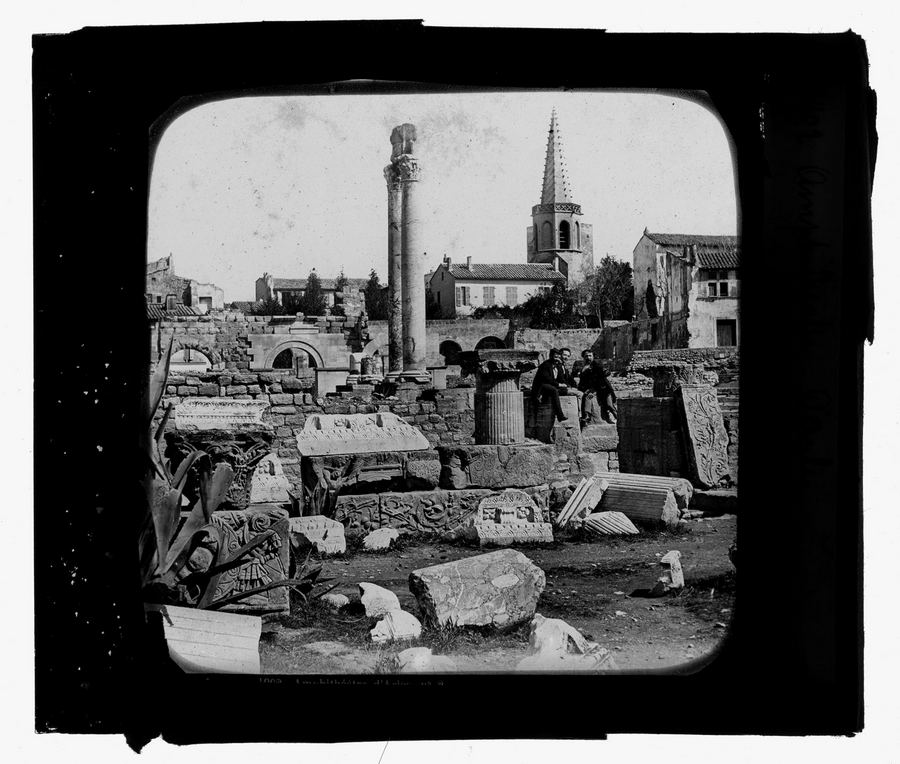
Le théâtre antique en 1902.

Le terrain fut ensuite progressivement loti avec habitations et ruelles.
Des hôtels particuliers y furent édifiés et les ordres religieux s’y installèrent, en particulier les Jésuites qui y établirent leur premier collège ainsi que les Sœurs de la Miséricorde. En 1755-1789, la cour du couvent où étaient visibles les deux colonnes servit à présenter au public les découvertes archéologiques faites sur place.
Le théâtre commença à être dégagé à partir de 1828, grâce à l’action du maire de l’époque, le baron de Chartrouse. Les travaux furent repris dans les années 1840 et terminés en 1860.
On y découvrit à partir des premières fouilles du XVIIe siècle de nombreux vestiges antiques, dont plusieurs sculptures, la célèbre Vénus d'Arles, un buste d'Auguste en Apollon et la tête d'Arles (Musée de l'Arles antique).
Le théâtre antique d'Arles fait partie des monuments inscrits à la liste de 1840 dressée par Prosper Mérimée. Depuis 1981, il figure sur la liste du patrimoine mondial de l'humanité établie par l'UNESCO.

## Situation actuelle
Aujourd'hui, le monument se visite.

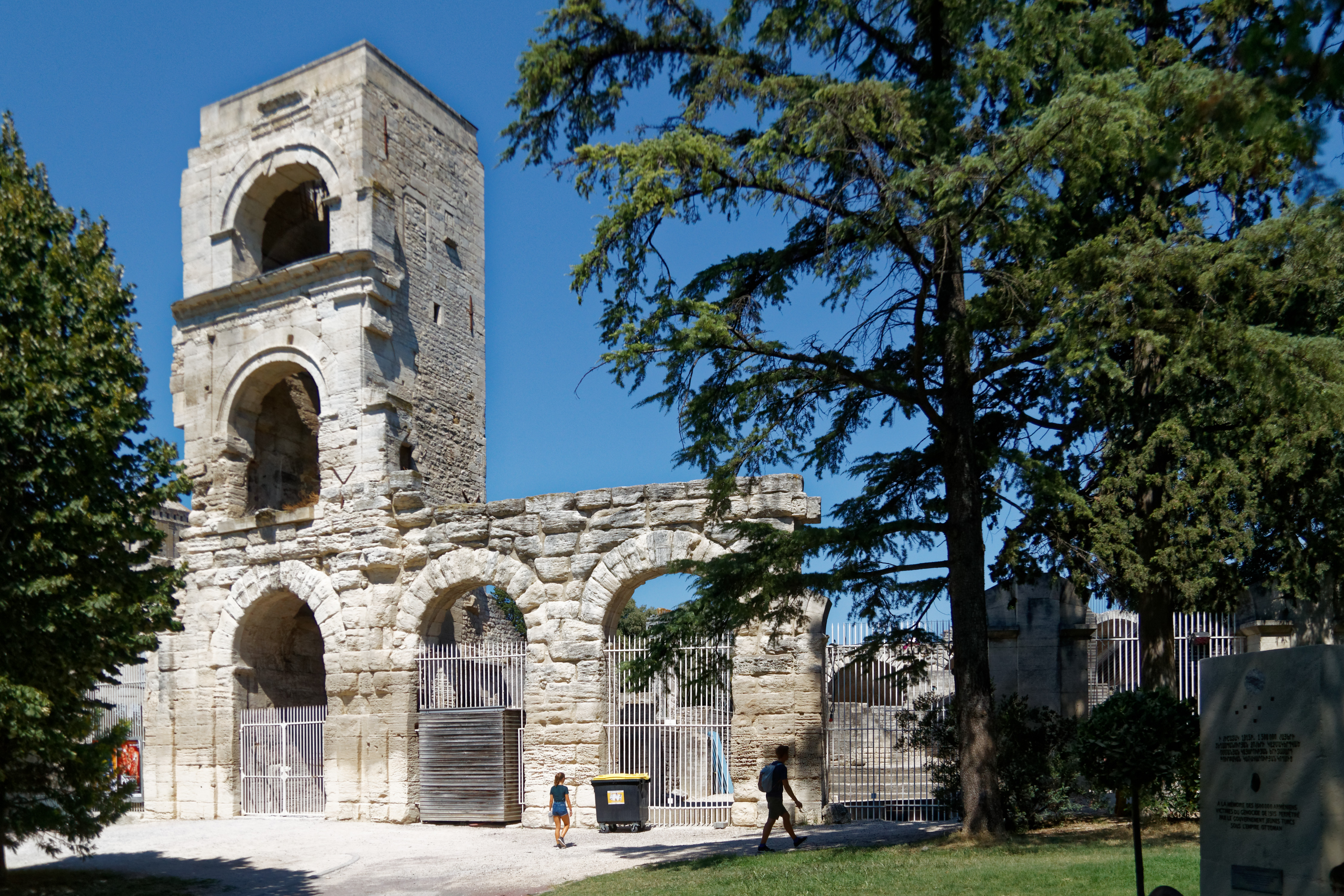
La tour sud.

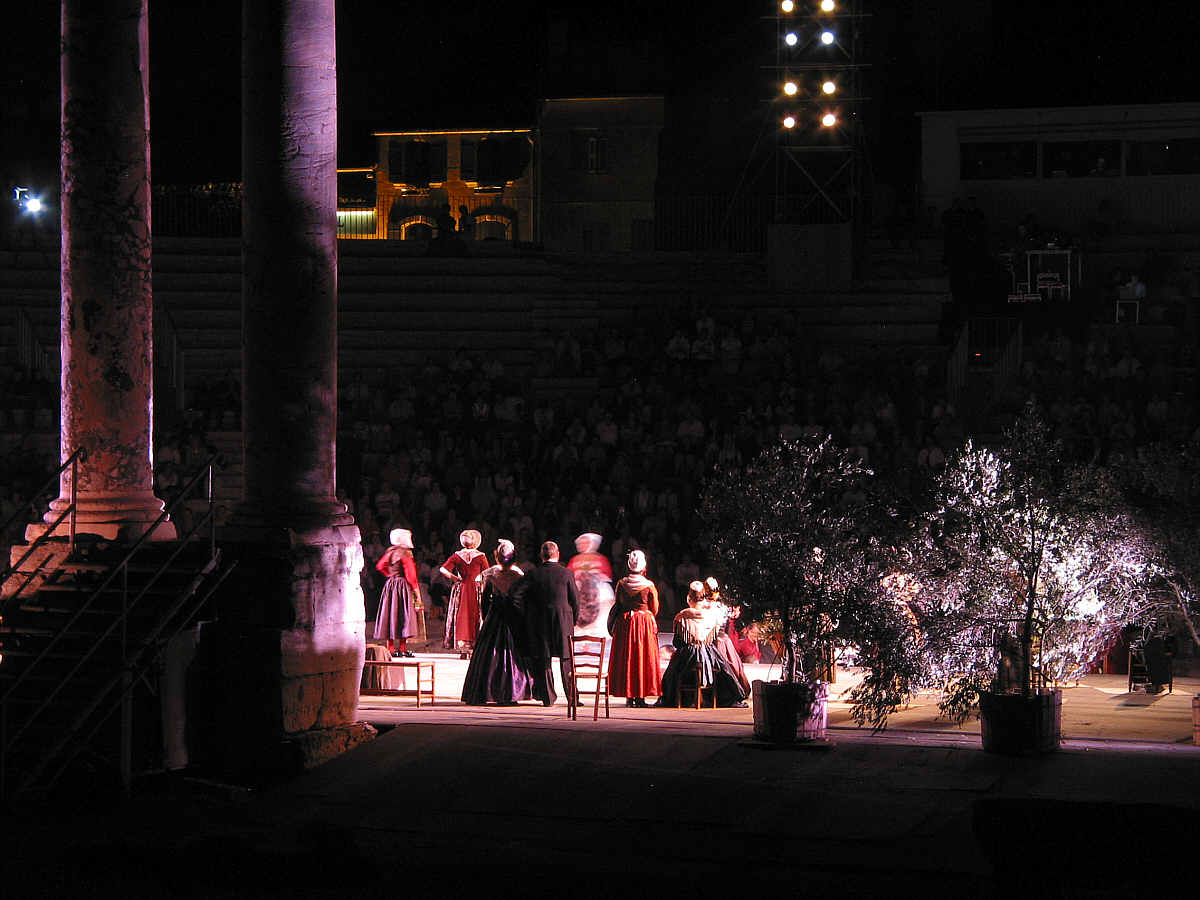
La scène de nuit.

De l'élévation antique supportant la cavea, il ne demeure plus qu'une travée, englobée au Moyen Âge dans le rempart de la cité où elle fut transformée en tour de défense.
L'orchestra conserve en son centre la trace du scellement de l'autel aux cygnes, emblème d’Auguste, voué à Apollon.
Enfin, il reste, seules et mystérieuses, deux colonnes, dites « les deux veuves », sur la centaine qui décoraient le mur de scène.
Ce monument est également un lieu de spectacles. Il accueille en particulier entre fin juin et fin août, les Fêtes d'Arles et du costume, les Rencontres Internationales de la Photographie, le festival Les Suds, le festival des Escales du Cargo et le Festival du film péplum.